# Abelardo Pantín
Abelardo Pantín (Buenos Aires, 11 de abril de 1893 - Ibidem, 26 de mayo de 1985) fue un militar argentino que ejerció como ministro de Marina de su país entre octubre de 1945 y junio de 1946.

## Biografía
Egresó de la Escuela Naval Militar en 1912, con medalla de oro. Formó parte de la oficialidad de los acorazados San Martín y Garibaldi, comandó los avisos Azopardo y Golondrina y luego fue parte de las guarniciones de los acorazados Almirante Brown y Rivadavia. Participó en la misión hidrográfica a las bahías San Blas y Anegada.
Fue comandante del transporte Río Negro y del petrolero Ministro Ezcurra, jefe de una comisión naval a los Estados Unidos y subdirector de la Escuela de Suboficiales. En las décadas del 30 y del 40 fue jefe de la escuadrilla de rastreadores, jefe del Estado Mayor de la Escuadra de Mar, secretario del Ministerio de Marina durante la gestión del almirante León Scasso entre 1938 y 40. Sus últimos mandos de buques fueron en el crucero escuela La Argentina y del acorazado Moreno.
En 1943, ya con el rango de contraalmirante, fue nombrado jefe del estado mayor de la Escuadra de Mar y poco después jefe del Estado Mayor de la Escuadra de Mar 1943, Jefe del Estado Mayor de la Armada Argentina. En 1944 fue nombrado comandante de la Escuadra de Mar, que equivalía al segundo al mando de la Armada Argentina, por detrás solamente del ministro.
No participó en los sucesos que llevaron al arresto del ministro Juan Perón en octubre de 1945, y tras la victoria de éste el 17 de octubre, se le ofreció reemplazar al ministro de Marina Héctor Vernengo Lima, uno de los más destacados dirigentes de los movimientos contra Perón, que también habían pedido la destitución del dictador Edelmiro J. Farrell. Dado que Vernengo Lima se negaba a renunciar, lo convenció personalmente de hacerlo, y también convenció a Farrell de no tomar represalias contra el ministro saliente. Antes de asumir su cargo se reunió con los oficiales superiores de la Armada en Puerto Belgrano, convenciéndolos de que el gobierno llamaría a elecciones sin candidatos oficiales.
Su gestión estuvo limitada a administrar las actividades de la Armada, que no influyó en el curso del gobierno ni en las elecciones de febrero de 1946, en que Perón resultó elegido presidente. Al dejar el cargo el 4 de junio, solicitó y obtuvo su retiro militar con el rango de vicealmirante.